# Microacontias
Microacontias este un gen de șopârle din familia Scincidae.

Cladograma conform Catalogue of Life:
| Microacontias | \| \| Microacontias lineatus \| \| \| \| \| \| Microacontias litoralis \| \| \| \| |
|               | \| \| Microacontias lineatus \| \| \| \| \| \| Microacontias litoralis \| \| \| \| |
|               | Microacontias lineatus                                                             |
|               |                                                                                    |
|               | Microacontias litoralis                                                            |
|               |                                                                                    |